# Episodi di Firefly
La prima ed unica stagione di Firefly è stata trasmessa a partire dal 20 settembre 2002. I primi dieci e il quattordicesimo episodio vennero trasmessi in prima visione dalla Fox, mentre l'undicesimo, il dodicesimo e il tredicesimo episodio non vennero mandati in onda fino a quando a farlo non fu il canale Sci Fi Channel del Regno Unito nell'estate del 2003.
| nº | Titolo originale  | Titolo italiano           | Prima TV USA        | Prima TV Italia  |
| -- | ----------------- | ------------------------- | ------------------- | ---------------- |
| 1  | Serenity (pt. 1)  | Serenity                  | 20 settembre 2002   | 17 febbraio 2006 |
| 2  | Serenity (pt. 2)  | Nuovi compagni di viaggio | 20 settembre 2002   | 24 febbraio 2006 |
| 3  | The Train Job     | L'affare del treno        | 20 settembre 2002   | 3 marzo 2006     |
| 4  | Bushwhacked       | Il sopravvissuto          | 27 settembre 2002   | 10 marzo 2006    |
| 5  | Shindig           | Bon-ton pericoloso        | 1º novembre 2002    | 17 marzo 2006    |
| 6  | Safe              | Frontiere selvagge        | 8 novembre 2002     | 24 marzo 2006    |
| 7  | Our Mrs. Reynolds | La signora Reynolds       | 4 ottobre 2002      | 31 marzo 2006    |
| 8  | Jaynestown        | La città di Jayne         | 18 ottobre 2002     | 7 aprile 2006    |
| 9  | Out of Gas        | Senza ossigeno            | 25 ottobre 2002     | 14 aprile 2006   |
| 10 | Ariel             | Colpo in ospedale         | 15 novembre 2002    | 21 aprile 2006   |
| 11 | War Stories       | In azione                 | 6 dicembre 2002     | 28 aprile 2006   |
| 12 | Trash             | Professione moglie        | 28 giugno 2003 (UK) | 5 maggio 2006    |
| 13 | The Message       | Il messaggio              | 15 luglio 2003 (UK) | 12 maggio 2006   |
| 14 | Heart of Gold     | Cuore d'oro               | 19 agosto 2003 (UK) | 19 maggio 2006   |
| 15 | Objects in Space  | Il cacciatore di taglie   | 13 dicembre 2002    | 26 maggio 2006   |

## Serenity
- Titolo originale: Serenity (pt. 1)
- Diretto da: Joss Whedon
- Scritto da: Joss Whedon

### Trama
Nel 2511 il Sergente Malcolm "Mal" Reynolds e il Caporale Zoe Alleyne sopravvivono nella battaglia della Serenity Valley durante le Guerre di Unificazione dopo una tremenda sconfitta inflitta dall'Alleanza a causa del mancato supporto aereo.
Sono passati sei anni e Mal è ora capitano di una nave di cui è anche il proprietario, un vecchio vascello di classe Firefly che ha battezzato Serenity, e Zoe è il suo secondo in comando. Il resto dell'equipaggio è composto da Wash (Alan Tudyk), pilota e marito di Zoe, Kaylee (Jewel Staite) l'ingegnere e Jayne Cobb (Adam Baldwin) il mercenario. Inoltre c'è Inara (Morena Baccarin), una prostituta d'alto bordo, che dall'equipaggio viene anche chiamata Ambasciatrice, la quale ha noleggiato uno dei due Shuttle della Serenity, ma che, a volte, si stacca dal gruppo per svolgere la sua attività.
Mentre tutto l'equipaggio è impegnato a recuperare della merce da un vascello abbandonato nello spazio, vengono sorpresi da un incrociatore dell'Alleanza. Dopo avere recuperato ciò che era di loro interesse riescono a scappare grazie a un emettitore di falso segnale che spinge la nave dell'Alleanza a rinunciare all'inseguimento, ma emette un mandato di ricerca per una nave classe Firefly accusata di furto di bene dell'Alleanza.
L'equipaggio della Serenity arriva a Persephone dove intendono rivendere la merce rubata, a Badger (Mark Sheppard), il capo di una piccola banda di criminali. Quando si incontrano Badger rifiuta di ritirare la merce a causa del mandato di cattura che pende sulla Serenity e anche perché la merce è marchiata con il simbolo dell'Alleanza. Mal decide di tentare di vendere la merce a Patience (Bonnie Bartlett) che vive sul pianeta Whitefall e nonostante lei in passato abbia tentato di ucciderlo. Zoe è contraria all'idea, ma Mal non vede l'ora di liberarsi dello scottante carico. L'equipaggio prende a bordo Inara e alcuni altri passeggeri per avere un guadagno extra. I nuovi passeggeri sono un predicatore, il Pastore Book (Ron Glass), un uomo maldestro di nome Dobson (Carlos Jacott), e il dottor Simon Tam (Sean Maher), il quale porta con sé una grande cassa della quale non rivela il contenuto.
Sulla via di Whitefall, Wash scopre che qualcuno a bordo ha inviato una trasmissione diretta a un incrociatore dell'Alleanza. Mal affronta Simon convinto che sia lui la talpa ma subito scoprono che il federale è Dobson. Mal crede che l'interesse di Dobson sia per la Serenity, ma resta sorpreso quando scopre che il ricercato è Simon. Successivamente, mentre Dobson tenta di arrestare Simon, Dobson spara nello stomaco a Kaylee prima di essere sopraffatto da Book, il quale sorprende per la sua abilità nel combattimento nonostante sia un Pastore. Quando l'incrociatore dell'Alleanza ordina di fermare la nave per il trasferimento dei prigionieri, Simon rifiuta di curare Kaylee a meno che Mal non dia l'ordine di fuggire dall'incrociatore. Riluttante Mal accetta e fugge. Mal va nella stiva e apre la cassa misteriosa di Simon e sorpreso vi scopre al suo interno una giovane donna in stasi criogenica.
- Interpreti: Carlos Jacott (Lawrence Dobson), Mark Sheppard (Badger), Andy Umberger (capitano della Dortmunder), Philip Sternberg (cliente di Inara), Eddie Adams (Bendis), Colin Patrick Lynchas (operatore radio)
- Note: 1º episodio della serie

## Nuovi compagni di viaggio
- Titolo originale: Serenity (pt. 2)
- Diretto da: Joss Whedon
- Scritto da: Joss Whedon

### Trama
La donna nella cassa si scopre essere River Tam (Summer Glau), sorella di Simon. Simon spiega che sua sorella era una bambina prodigio che all'età di quattordici anni fu mandata in un'accademia dell'Alleanza. Tramite una lettera in codice che la sorella gli mandò alla ricerca di aiuto lui scoprì che l'Alleanza pratica esperimenti e torture su tutti gli studenti dell'accademia. Simon lasciò il suo lavoro e la sua carriera di successo come chirurgo per andare a salvare la sorella e proteggerla dall'Alleanza. Mal decide di procedere verso Whitefall come pianificato.
Dobson viene legato e imprigionato. Mal dice a Jayne di interrogare Dobson per scoprire cosa ha comunicato all'incrociatore dell'Alleanza. Quando Jayne riesce a capire che l'Alleanza non sa niente su di loro Dobson tenta di corromperlo..
Subito dopo, scoprono che stanno per incrociare la rotta di una nave Reaver. Zoe spiega a Simon che "Se abbordano la nave, ci tolgono la vita, mangiano le nostre carni, e delle nostre pelli fanno vestiti. E se siamo molto fortunati, lo fanno in questo ordine" Fortunatamente la nave Reaver prosegue la sua rotta senza incidenti.
La Serenity atterra su Whitefall e Mal si prepara a fare lo scambio. Non fidandosi di Patience, manda Jayne a prendere la posizione di un cecchino sulla collina mentre lui e Zoe si avviano per incontrare Patience e i suoi guardaspalle nella valle deserta. Mal offre a Patience un campione della merce che si scopre essere delle barre alimentari medicali, ognuna delle quali può alimentare un'intera famiglia per un mese. Patience prova ad ucciderlo per prendere il carico senza pagarlo, ma Mal e Zoe con l'aiuto di Jayne, annientano Patience e la sua banda prendendo il denaro promesso. Un uomo di Patience riesce a ferire con un colpo di fucile Mal ad un braccio. Il tempo stringe perché Wash comunica che la nave Reaver li ha seguiti fino a Whitefall e sta arrivando a tutta velocità.
Mentre la squadra sta tornando alla nave Dobson riesce a liberarsi colpendo Book e prendendo con sé River. Inaspettatamente Simon attacca Dobson, ma dopo un violento combattimento Dobson sembra avere la meglio, tenendo River con una pistola puntata alla testa. Mal arriva e senza esitazione spara a Dobson buttandone poi il corpo fuori dalla nave mentre sta decollando in fuga dai Reavers.
Mal ordina a Inara, Simon e River di andare nello shuttle di Inara, pronti a fuggire e mettersi in salvo in caso che i Reaver dovessero riuscire ad abbordare la nave. Jayne conduce l'ancora convalescente Kaylee nella sala motori, e Book si offre di aiutarla. Con Jayne e Book guidati dalle istruzioni di Kaylee, Wash è in grado di eseguire un Crazy Ivan (una repentina inversione di rotta), che permette alla Serenity di scappare e mettersi in salvo.
Jayne dice a Mal che loro non saranno mai al sicuro fino a che i due fratelli resteranno a bordo, che Dobson ha affermato che l'Alleanza non smetterà mai di cercare River. Mal, sospettoso del fatto che Dobson abbia tentato di fare un accordo con Jayne, gli chiede perché non li abbia traditi. Jayne risponde che i soldi non erano abbastanza, ma che il giorno che lo diventeranno sarà un giorno interessante. Jayne se ne va quando arriva Simon. Mal suggerisce a Simon che lui e River potrebbero essere più al sicuro continuando a muoversi, piuttosto che stare fermi e nascosti in un posto, e che, a ben vedere, la Serenity è sempre in movimento, e che avere un medico a bordo non sarebbe male; a quel punto Simon accetta.
- Interpreti: Carlos Jacott (Lawrence Dobson), Eddie Adams (Bendis) e Bonnie Bartlett (Patience)
- Note: 2º episodio della serie

## L'affare del treno
- Titolo originale: The Train Job
- Diretto da: Joss Whedon
- Scritto da: Joss Whedon e Tim Minear

### Trama
L'episodio comincia all'interno di un locale dove l'equipaggio della Serenity scatena una rissa contro Lund ed altri avventori ubriachi che festeggiavano il giorno dell'Unificazione dell'Alleanza e dal quale locale vengono portati via grazie ad un intervento di Wash, il pilota che con la nave li preleva e li porta al sicuro.
Subito vanno a parlare con un contatto per un nuovo lavoro. Il contatto è un pezzo grosso della malavita, sanguinario, che li invita a rubare per lui delle casse che si trovano su un treno. Lavoro facile e metà soldi subito e metà alla consegna del carico, ma se qualcosa va storto minaccia il capitano di fargli fare una brutta fine.
Il furto deve avvenire a bordo di un treno e così succede, solo che nel momento di fuggire Mal e Zoe vengono trattenuti dallo sceriffo locale che deve scoprire chi è il colpevole. Durante l'indagine Mal scopre di avere rubato dei medicinali fondamentali per la sopravvivenza della popolazione locale.
Quando riesce a tornare sulla nave decide di non dare a chi lo ha ingaggiato la merce, ma restituire il denaro. A questo punto si presentano da loro gli uomini del mandante guidati da Crow per prendere la merce, ma non contenti della decisione del capitano Mal scoppia un combattimento furibondo che si conclude con la vittoria dell'equipaggio della Serenity. Con questo si sono fatti nemico un pezzo grosso della malavita.
Nel frattempo il dottor Simon tenta di fare riprendere il controllo a River, la sorella, ma quest'ultima ha continui sbalzi tra lucidità e follia e continua a fare riferimento a dei guanti blu che viaggiano due a due. Nell'ultima scena si vedono due federali che indossano proprio dei guanti blu che stanno chiedendo informazioni su chi ha visto la ragazza divenuta oramai una ricercata.
- Interpreti: Tom Towles (Lund), Andrew Bryniarski (Crow), Michael Fairman (Michael Fairman), Gregg Henry (sceriffo Bourne), Jeff Ricketts (primo uomo dai guanti blu) e Dennis Cockrum (secondo uomo dai guanti blu)
- Note: 3º episodio della serie

## Il sopravvissuto
- Titolo originale: Bushwhacked
- Diretto da: Tim Minear
- Scritto da: Tim Minear

### Trama
Durante un breve periodo di relax scatta l'allarme che avvisa della prossimità con un'altra nave. La nave è un relitto che non dà segni di vita e vicino al quale galleggia nello spazio il corpo di un astronauta.
L'equipaggio entra nella nave per ispezionarla: a prima vista sembra come se fosse stata abbandonata all'improvviso ma poi l'equipaggio trova nella stiva i corpi di alcuni membri dell'equipaggio che sono stati torturati, uccisi e appesi per i piedi al soffitto da parte dei Reavers. Mal ordina subito di abbandonare la nave temendo che sia una trappola, ma in quel mentre l'unico superstite aggredisce Jayne. Quando arrivano Mal e gli altri l'uomo si è rintanato in un'intercapedine, ma il capitano lo colpisce e lo rende inoffensivo. Portato sulla Serenity, l'uomo viene curato da Simon, ma è in un profondo stato di shock. Padre Book convince Mal a permettergli di fare il funerale ai morti della nave e Mal accetta per prendere tempo e liberarsi da una trappola dei Reavers innescata al momento dell'attracco della Serenity.
Tutto sembra essere stato sistemato, ma quando è il momento di partire arriva una nave dell'Alleanza che costringe la Serenity e il suo equipaggio a consegnarsi. Tutti salgono a bordo dell'incrociatore tranne Simon e River, che, essendo ricercati, si nascondono per non farsi catturare. Visto che sulla Serenity è stata trovata parte del carico dell'altra nave, l'accusa per tutti è quella di pirateria spaziale. Mal mette in guardia il comandante dell'Alleanza sulla pericolosità del sopravvissuto che oramai è diventato come i Reavers, che lo hanno obbligato ad assistere al massacro dei suoi compagni di viaggio. Il comandante non è tanto convinto fino a che, in infermeria, l'uomo ferito riesce ad uccidere tutti coloro che gli erano vicini e fugge sulla Serenity. Mal e alcuni soldati dell'Alleanza con il loro comandante iniziano la ricerca del sopravvissuto. Mal riesce a uccidere l'uomo prima che uccida il comandante, ma non i suoi uomini.
La Serenity viene liberata e se ne va dopo che le è stato confiscato il carico. Mentre si allontanano vedono il relitto distrutto dall'incrociatore dell'Alleanza.
- Interpreti: Doug Savant (Comandante Harken) e Branden R. Morgan (sopravvissuto)
- Note: 4º episodio della serie

## Bon-ton pericoloso
- Titolo originale: Shinding
- Diretto da: Vern Gillum
- Scritto da: Jane Espenson

### Trama
La Serenity e il suo equipaggio atterrano a Persephone alla ricerca di un nuovo lavoro e nuovi clienti e qui Badger chiede a Mal di partecipare insieme a lui all'acquisizione di un trasporto. Badger proverebbe da solo, ma la sua pessima reputazione e il basso rango dei suoi modi lo fanno escludere a priori dal cliente, Sir Warrick Harrow.
Per contattare il cliente Mal si reca a un ballo dell'alta società accompagnato da Kaylee vestita di un bellissimo vestito rosa acquistato in una boutique del pianeta apposta per l'occasione. Mentre Kaylee si gusta il piacevole momento in cui può gustarsi la gioia di essere donna, apprezzata e desiderata, Mal riesce a contattare il possibile cliente, ma subito viene interrotto dall'arroganza di Atherton Wing - cliente di Inara, presente anch'essa - un arrogante altolocato damerino locale. Mal scocciato da come Atherton tratti Inara reagisce colpendolo con un pugno e senza saperlo lo sfida a duello. Sir Warrick assiste divertito alla scena e così si offre di essere testimone a Mal per il duello che avrà luogo il giorno successivo.
Mentre Mal viene cortesemente chiuso nella sua camera per impedire che possa scappare, Kaylee viene rimandata alla Serenity dove Badger si piazza con i suoi uomini in attesa dell'andamento della situazione. Durante la notte Inara si reca nella camera di Mal per aiutarlo a fuggire, ma lui rifiuta cosicché la donna si rassegna e prova a dargli i primi rudimenti del combattimento con la spada.
Arriva l'alba e con essa il duello inizia. Nonostante ferito Mal riesce a vincere il combattimento, ma si rifiuta di uccidere il suo avversario. Questa cosa getta il disonore sullo sconfitto, ma cosa principale convince Sir Warrick a dargli l'incarico.
Mal torna alla nave accompagnato da Inara, Badger contento di come si è conclusa tutta la faccenda se ne va soddisfatto e la Serenity può partire con un nuovo carico nella stiva, un carico di bestiame. È il primo episodio in cui si rivela parzialmente il complesso rapporto tra Inara e Mal.
- Interpreti: Mark Sheppard (Badger), Edward Atterton (Atherton Wing) e Larry Drake (Sir Warwick Harrow)
- Note: 5º episodio della serie

## Frontiere selvagge
- Titolo originale: Safe
- Diretto da: Michael Grossman
- Scritto da: Drew Z. Greenberg

### Trama
La Serenity è giunta finalmente, dopo un mese di viaggio, al pianeta dove deve consegnare il carico di Sir Warwick Harrow e l'appuntamento è con i fratelli Grange, due elementi che non godono di buona reputazione. Il carico viene scaricato in un recinto in attesa dell'incontro e mentre Mal, Book e Jayne stanno in attesa, Zoe, Wash, Inara, Kaylee, Simon e River si recano nel paese vicino per distrarsi un attimo.
Mentre tutto sembra andare per il meglio Simon viene rapito da un gruppo di uomini e con lui anche sua sorella. I due vengono portati in un villaggio vicino dove sono rimasti senza medico. Subito l'uomo si mette al lavoro per curare i malati. Nel frattempo all'astronave la trattativa per la vendita del bestiame è andata a buon fine, ma nel momento del pagamento arriva lo sceriffo che con i suoi uomini scatena una sparatoria per catturare i fratelli Grange. Quando il combattimento è concluso e lo sceriffo porta via i due prigionieri gli uomini della Serenity trovano il reverendo Book steso a terra con una grave ferita nel petto.
Caricato il ferito sulla nave tentano senza riuscirci di ritrovare Simon, ma non riuscendoci e vista la gravità del reverendo partono con la nave per cercare un posto dove curarlo. Zoe e Mal danno le prime cure e lo stabilizzano alla meno peggio, ma la situazione è grave e nelle vicinanze non vi sono luoghi dove curarlo. Decidono a questo punto di portarlo su un incrociatore dell'Alleanza che si trova nelle vicinanze. Attraccano, ma al primo momento chi li riceve afferma che si trovano su un incrociatore militare e non su una nave ospedale. Quando la situazione sembra essere senza via d'uscita il reverendo Book, con un filo di voce, attira l'attenzione dei militari dicendo loro di verificare una carta magnetica che tiene in tasca. I militari leggono la carta e subito senza dire altro lo portano in infermeria dove lo operano salvandogli la vita.
Tornati sul pianeta, con il reverendo Book in infermeria fuori pericolo di vita, salvano Simon e River che stanno per essere arsi vivi per stregoneria a causa della capacità della ragazza di leggere nella mente di chi gli sta vicino.
La Serenity riparte con tutti a bordo, ma c'è un quesito irrisolto: chi è il reverendo, e perché è oggetto di tanto riguardo da parte della flotta dell'Alleanza?
L'episodio presenta anche parecchi flashback dell'infanzia e della vita di Simon e River prima che la ragazza venisse portata via dall'Alleanza.
- Interpreti: Isabella Hofmann (Regan Tam, madre di Simon e River), William Converse-Roberts (Gabriel Tam, padre di Simon e River), John Thaddeus (rapitore di Simon e River), Gary Werntz (Patron, il capo del villaggio dove sono condotti Simon e River), Skylar Roberge (River da giovane), Zac Efron (Simon Tam da giovane) e Erica Tazel (Doralee, la maestra e improvvisata dottoressa che accoglie Simon nel villaggio)
- Note: 6º episodio della serie

## La signora Reynolds
- Titolo originale: Our Mrs. Reynolds
- Diretto da: Vondie Curtis Hall
- Scritto da: Joss Whedon

### Trama
L'equipaggio della Serenity si preoccupa di liberare un villaggio dalle scorribande di un gruppo di banditi e per festeggiare il successo dell'incarico alla sera fanno tutti baldoria con gli abitanti.
Il giorno dopo, appena partiti, Mal trova nella stiva di carico una ragazza, Saffron, che dice di essere sua moglie. Il reverendo Book fa una rapida ricerca e scopre che alcune cose avvenute la sera prima e che per loro non avevano nessun valore, per gli abitanti del posto sono un rito nuziale.
Mal rifiuta assolutamente l'idea, ma per cause di forza maggiore la Serenity non può ritornare subito al pianeta cosicché decidono di proseguire il viaggio per poi ritornare successivamente a riconsegnare la ragazza. La ragazza inizialmente non è d'accordo a essere riportata al villaggio perché questo sarebbe considerato un disonore, ma poi si rassegna e chiede che piuttosto sia abbandonata su un altro pianeta.
Quando le cose sembrano stabilizzate Mal viene sedotto da Saffron, ma quando viene baciato sulla bocca lui sviene in quanto la ragazza ha sulle labbra un potente narcotico. Subito dopo Saffron va in cabina di pilotaggio e qui vi trova Wash il quale grazie all'amore che ha per Zoe si rifiuta di baciare la ragazza e allora questa lo fa svenire con un forte colpo alla testa. Dopo avere impostato la rotta e sabotato il quadro comandi esce dalla cabina chiudendo la porta d'accesso con una saldatura.
Saffron si dirige allo Shuttle per abbandonare la nave, ma sulla sua strada incontra Inara che, esperta nelle tecniche di seduzione, capisce che l'altra non è l'ingenua ragazza che vuole fare credere di essere, ma una addestrata in maniera egregia per ingannare le proprie vittime. Nonostante che Inara capisca, non riesce a impedire che Saffron rubi la navicella e fugga.
Inara si reca nella cabina di Mal e lo trova svenuto e spaventata dall'idea che sia morto lo bacia restando stordita anche lei e capisce che cosa è successo. La ragazza dà l'allarme. Jayne con la fiamma ossidrica riesce ad aprire la porta della cabina. Guardando i monitor capiscono il sabotaggio, ma ancora peggio scoprono che la nave è indirizzata verso una 'trappola spaziale' che bloccherà la nave e ucciderà tutti loro permettendo ai predoni di impossessarsene. Wash e Kaylee ripristinano i pannelli di controllo e con un colpo ben assestato Jayne riesce a mettere fuori uso la trappola.
Il pericolo è stato scampato anche questa volta. La puntata finisce con Mal che è riuscito a rintracciare Saffron su un pianeta e dopo averle chiesto inutilmente per chi lavorasse si toglie lo sfizio di darle un pugno ben assestato e poi se ne va.
- Interpreti: Christina Hendricks (Saffron, la nuova signora Reynolds), Benito Martinez (Boss, il primo operatore della trappola spaziale) e Erik Passoja (Bree, il secondo operatore della trappola spaziale)
- Note: 7º episodio della serie

## La città di Jayne
- Titolo originale: Jaynestown
- Diretto da: Marita Grabiak
- Scritto da: Ben Edlund

### Trama
Giunti su un pianeta dove devono ritirare un misterioso carico si recano subito nel villaggio. Jayne è molto nervoso in quanto sa di avere dei nemici, ma con riluttanza segue il resto del gruppo.
Il paese è rinomato ovunque per la sua produzione di fango argilloso di prima qualità che viene impiegato per i più disparati utilizzi, dai mattoni alla produzione di parti di astronavi. Gli abitanti vivono lavorando, con un regolare contratto di lavoro, per il magistrato Higgins e quest'ultimo è stato proprio la vittima dell'ultimo furto avvenuto sul pianeta e fatto da Jayne. Un furto andato male visto che, per riuscire a sfuggire, Jayne dovette buttare il sacco del denaro e questo lo fece proprio sul campo di lavoro facendo sì che per i lavoratori egli divenne una sorta di Robin Hood e al quale eressero una statua nel mezzo del campo di lavoro.
Jayne viene riconosciuto e festeggiato per tutta la notte. Il mattino seguente Mal obbliga Jayne a improvvisare una sorta di comizio per dare il tempo a loro di prelevare e portare via il misterioso carico. Tutto va bene fino a che non arriva l'ex compagno di Jayne il quale fu scaricato anche lui insieme al denaro e per questo si è fatto quattro anni imprigionato dal magistrato. Ora quest'ultimo lo ha liberato e armato per andare a vendicarsi dell'amico che lo ha tradito.
Al momento del combattimento un uomo del villaggio sacrifica la sua vita per salvare Jayne, quest'ultimo riesce ad uccidere l'avversario e, dopo avere abbattuto la statua che lo raffigura, lui e l'equipaggio della Serenity vanno all'astronave per allontanarsi il prima possibile. Al primo momento la nave non decolla a causa del blocco aeroportuale che ha attivato il magistrato, ma il figlio di quest'ultimo, cliente di Inara, lo disattiva e la Serenity riesce a decollare.
Jayne è profondamente colpito dal gesto dello sconosciuto che gli ha salvato la vita e Mal cerca di risollevarlo. Nello stesso tempo tra Simon e Kaylee inizia a nascere qualcosa di romantico.
- Interpreti: Gregory Itzin (magistrato Higgins), Daniel Bess (giovane lavoratore che si sacrifica per Jayne), Kevin Gage (ex compare tradito da Jayne) e Zachary Kranzler (Fess Higgins, figlio del magistrato)
- Note: 8º episodio della serie

## Senza ossigeno
- Titolo originale: Out of Gas
- Diretto da: David Solomon
- Scritto da: Tim Minear

### Trama
L'equipaggio della Serenity si trova in sala mensa a cenare amichevolmente e a festeggiare il compleanno di Simon, quando un'improvvisa esplosione con conseguente incendio scatena l'inferno. Mal riesce a chiudere per tempo le porte stagne e, aprendo il vano di carico della nave, espelle l'ossigeno e con esso anche le fiamme.
Quando la situazione sembra essere sotto controllo scoprono che il motore è andato a causa della rottura di una sua parte e con esso anche il generatore di ossigeno. La situazione è drammatica perché quasi tutta l'aria respirabile è stata espulsa e quella che rimane non può che bastare per poche ore.
Mal ordina a Wash di fare partire un messaggio a lungo raggio per richiesta di soccorso e successivamente ordina a tutto l'equipaggio di abbandonare la nave utilizzando i due Shuttle che si allontaneranno in direzione opposta alla ricerca di aiuti. Mal resta sulla nave in attesa che succeda qualcosa che salvi lui e la Serenity.
Dopo un attimo in cui lui si era addormentato in cabina di comando arriva una risposta alla richiesta di aiuto. Chi lo chiama è titubante a salire a bordo, ma ha la parte di ricambio che serve a Mal così superano le reciproche diffidenze e si incontrano nella stiva. Sfortunatamente chi si è prestato per soccorrere spara a Mal e ordina ai suoi uomini di abbordare la nave, ma Mal, nonostante sia ferito, riesce a farli andare via, dopo che hanno lasciato sul pavimento il ricambio necessario a fare ripartire il motore.
Mal sistema il ricambio con le ultime forze che gli sono rimaste e rimette in moto il motore e il generatore di ossigeno, che oramai era quasi finito, dopodiché sviene.
Quando riapre gli occhi si trova in infermeria, circondato dal suo equipaggio, con Simon che lo cura e Wash attaccato ad una flebo per fargli un'infusione di sangue.
Tutta la puntata è contraddistinta da continui flashback a ritroso, che raccontano la storia di Mal e la Serenity dal momento in cui sceglie la nave e la acquista come ferro vecchio alla scelta dell'equipaggio.
- Interpreti: Steven Flynn (capitano dell'altra nave che finge di portare soccorso alla Serenity), Ilia Volok (un bandito con il quale aveva lavorato Jayne), Lyle Kanouse (colui che vendette la Serenity a Mal) e Dax Griffin (il primo meccanico della Serenity)
- Note: 9º episodio della serie

## Colpo in ospedale
- Titolo originale: Ariel
- Diretto da: Allan Kroeker
- Scritto da: Jose Molina

### Trama
La Serenity è atterrata sul pianeta centrale dell'Unione dei Pianeti Alleati per permettere a Inara di sottoporsi al controllo medico annuale necessario per continuare la sua attività di accompagnatrice. Il reverendo Book manca in quanto è stato lasciato in ritiro spirituale in un monastero.
Essendo in bocca all'Alleanza Mal obbliga tutti a restare a bordo e il clima è teso, anche dal fatto che River aggredisce con un coltello Jayne ferendolo di striscio al petto. Le situazioni fisiche della ragazza anziché migliorare stanno lentamente e inesorabilmente peggiorando e a Simon viene in mente un piano per potere svolgere un esame diagnostico in una clinica dell'Alleanza. Il piano è questo: Simon e River si fingono morti e si fanno portare da Jayne, Zoe e Mal vestiti da paramedici all'interno dell'ospedale; mentre Simon e River scortati da Jayne eseguono l'esame diagnostico Mal e Zoe rubano dei farmaci di grande valore; eseguite le due cose fuga senza perdere tempo. 
Tutti si mettono al lavoro e ognuno fa la sua parte, se non che Jayne ha chiamato i federali per fare catturare fratello e sorella e intascare la taglia. Durante l'esame Simon scopre che a River è stata rimossa chirurgicamente l'Amigdala. Quando fanno per scappare e unirsi al resto della squadra Jayne dice che il piano è stato cambiato da Mal e si dirige dove li stanno aspettando i federali i quali però arrestano sia Simon e River che Jayne. Durante un trasferimento di cella i tre riescono a scappare, giusto poco prima dell'arrivo di due individui che indossano dei guanti blu e che non esitano a uccidere tutti i federali con uno strano apparecchio tascabile.
L'equipaggio della Serenity si riunisce e riesce a scappare, ma Mal capisce l'inganno di Jayne e per farlo confessare lo mette in una situazione molto pericolosa. All'ultimo momento gli risparmia la vita, ma il messaggio è chiaro: se colpisce uno dell'equipaggio è come se colpisse il capitano e la cosa non deve più ripetersi.
- Interpreti: Blake Robbins (Agente federale McGuinness), Jeff Ricketts (primo uomo dai guanti blu), Dennis Cockrum (secondo uomo dai guanti blu) e Tom Virtue (Medico dell'ospedale)
- Note: 10º episodio della serie

## In azione
- Titolo originale: War Stories
- Diretto da: James Contner
- Scritto da: Cheryl Cain

### Trama
Mentre Inara accoglie un ospite speciale (un consigliere con un rilevante peso politico) per fornire i propri servizi, Mal e Wash si recano ad effettuare una consegna a dei clienti. Quando lo scambio è avvenuto il gruppo viene sorpreso da una squadra di assalto che uccide i clienti e porta via i due della Serenity.
Zoe insospettita dal ritardo del capitano e di suo marito va con il reverendo Book e Jayne sul luogo dello scambio e qui capiscono che i loro compagni sono stati portati via da uno Shuttle di tipo pesante, di quelli che si muovono da e verso le stazioni orbitanti e l'unico che può avere una stazione orbitante e avere interesse nel catturare Mal è il gangster Niska (il quale era stato tradito dopo il furto di medicinali da un treno).
Mentre Niska inizia a torturare i due prigionieri, sulla Serenity i membri dell'equipaggio raccolgono tutti i risparmi e Zoe si reca sulla stazione orbitante per pagare il riscatto e portare via i compagni. Niska la riceve, ma per i soldi che ottiene libera solo Wash e taglia un orecchio a Mal. Per il gangster non è una questione di denaro, ma Mal deve diventare un esempio di quello che succede a chi lo tradisce.
Zoe e tutto il resto dell'equipaggio organizzano un assalto con armi da fuoco e granate e riescono nell'intento. Liberato, Mal viene riportato sulla nave, ma purtroppo non riescono ad eliminare il sadico nemico: Simon riattacca l'orecchio a Mal e tutto l'equipaggio ha fatto il possibile per l'occasione, tranne Kaylee che si è bloccata durante il conflitto a fuoco ed è stata salvata da River, la quale è riuscita ad uccidere tre avversari con soli tre colpi di pistola tenendo gli occhi chiusi (è la prima citazione dei suoi peculiari poteri). Per l'occasione anche il reverendo Book ha fatto la sua parte, limitandosi a ferire e non uccidere, ma dimostrando delle impreviste capacità nell'utilizzo delle armi e lucidità e freddezza in situazioni di combattimento.
- Interpreti: Michael Fairman (il gangster Adelai Niska), Katherine Kendall (il consigliere), Rolando Molina (Bolles, il cliente sul pianeta) e John Dunn (il torturatore)
- Note: 11º episodio della serie

## Professione moglie
- Titolo originale: Trash
- Diretto da: Vern Gillum
- Scritto da: Ben Edlund e Jose Molina

### Trama
Mal incontra un vecchio commilitone, ora contrabbandiere, che, felice del suo stato di uomo sposato, gli presenta la consorte: ma questa altro non è che Saffron, la donna che con l'inganno l'aveva sposato e poi aveva tentato di ucciderlo. Quando gli sguardi dei due si incrociano scoppia una lotta furibonda che finisce con l'abbandono sul pianeta di Mal e di Saffron da parte del contrabbandiere.
Mal porta la donna sulla Serenity e, nonostante la diffidenza di tutto l'equipaggio, lei convince tutti, tranne Inara, a fare un furto 'sicuro': rubare il primo modello di pistola laser, ora articolo costosissimo e da collezione, a un alto ufficiale dell'Alleanza.
Quando il piano è al culmine e Mal e Saffron si trovano nella casa del collezionista davanti all'oggetto da rubare, arriva il padrone di casa che, felice, abbraccia Saffron, la quale era stata sua moglie ed era stata rapita, crede lui, sei anni prima. Ora Mal capisce il perché la donna fosse in possesso della mappa della casa e di tutti i codici di sicurezza.
Nonostante questo imprevisto il furto viene compiuto e Mal e Saffron scappano, ma la donna abbandona il capitano della Serenity, nudo, nel deserto. Quando lei, infine, sta per recuperare la refurtiva, viene bloccata da Inara. Sulla Serenity erano tutti pronti a un suo tradimento e, facendo il doppio gioco, sono riusciti finalmente ad avere la loro rivincita sulla donna.
- Interpreti: Christina Hendricks (Saffron), Franc Ross (Monty, l'ex commilitone di Mal ora contrabbandiere) e Dwier Brown (il collezionista Durran Haymer)
- Note: 12º episodio della serie

## Il messaggio
- Titolo originale: The Message
- Diretto da: Tim Minear
- Scritto da: Joss Whedon e Tim Minear

### Trama
La Serenity e il suo equipaggio sono attraccati ad una stazione spaziale dove hanno un punto di raccolta per messaggi e merci personali. Tra le altre cose che si vedono recapitare vi è anche una cassa contenente il cadavere di un vecchio compagno di guerra di Mal e Zoe. Il ragazzo, Tracey, ha lasciato un messaggio nel quale dice ai suoi vecchi compagni d'armi di fargli l'ultimo piacere di consegnare il suo corpo ai genitori e tutto l'equipaggio è d'accordo iniziando il viaggio verso il pianeta di St. Albans.
Sulle loro tracce si mette una navetta dell'Alleanza guidata dal tenente Womack deciso a prelevare la cassa e quando li raggiunge mostra subito a Mal quanto sia determinato a farlo. Mal non capisce cosa ci sia di così importante in un cadavere e allora ordina a Simon di eseguire l'autopsia, ma, appena inizia ad incidere il ragazzo con il bisturi, questo si risveglia. Tutti restano scioccati da ciò, ma lui spiega che è ricercato perché è un trasportatore di organi artificiali e che ha tentato di fregare quelli per cui lavora. Il risultato è che adesso lo stanno inseguendo per recuperare ad ogni costo la "merce".
Mal e Wash tentano di tutto per sfuggire agli inseguitori, ma senza riuscirci e alla fine decidono di arrendersi. Il ragazzo tenta con le armi di fermarli, ma viene ferito a morte. Quando quelli dell'Alleanza salgono a bordo il reverendo Book chiede loro del perché non abbiano chiesto supporto alla base dell'Alleanza che si trova sul pianeta e perché la loro caccia li abbia spinti così tanto fuori dal loro settore. Intanto il "corriere" sta morendo e con questo anche gli organi non saranno più utilizzabili.
Vista la situazione, gli inseguitori decidono di andarsene. Il ragazzo muore e il suo corpo viene portato dai genitori.
- Interpreti: Jonathan M. Woodward (Tracey), Richard Burgi (tenente Womack), Al Pugliese (Amnon Duul), Tod Nakamura (Fendris), Craig Vincent (Skunk) e Morgan Rusler (Barker)
- Note: 13º episodio della serie

## Cuore d'oro
- Titolo originale: Heart of Gold
- Diretto da: Thomas J. Wright
- Scritto da: Brett Matthews

### Trama
La Serenity viene ingaggiata per proteggere le prostitute di una casa di piacere che viene minacciata da Ranse Burgess, un ricco possidente, il quale vuole suo figlio portato in grembo da una di esse, Petaline. Le donne chiedono aiuto a Mal ed ai suoi uomini perché Nandi, la Maitresse, è una vecchia amica di Inara.
Quando lo scontro a fuoco comincia Mal capisce subito che gli avversari sono sia in numero superiore che meglio armati, ma questo non lo fa demordere. Mentre l'aggressione è in corso la donna incinta partorisce il bambino che subito viene rapito dal padre, il quale è stato fatto entrare nella casa da Chari, una delle donne che ha tradito il gruppo.
Nell'incontro dell'uomo con Nandi in corridoio la donna viene colpita a morte, ma questo non gli permetterà di cavarsela: quando lo scontro è terminato, la mamma del bambino uccide l'uomo e caccia via i suoi uomini sopravvissuti e la traditrice intimando loro di non farsi più vedere.
Ora tutto l'equipaggio è tornato sulla nave: Mal e Inara parlano di ciò che è accaduto, del fatto che la notte prima lui sia andato a letto con Nandi e del fatto che lei abbia deciso che è ora di fare una cosa che andava fatta tanto tempo prima: lasciare la Serenity e il suo equipaggio.
- Interpreti: Melinda Clarke (Nandi), Kimberly McCullough (Chari), Fredric Lane (Ranse Burgess), Tracy Ryan (Petaline), Heather Black (Helen) e Angie Hart (Lucy)
- Note: 14º episodio della serie

## Il cacciatore di taglie
- Titolo originale: Objects in Space
- Diretto da: Joss Whedon
- Scritto da: Joss Whedon

### Trama
Un cacciatore di taglie, Jubal Early, riesce a salire sulla Serenity ed a prenderne il controllo. Il suo obiettivo è River, e per trovarla si serve di Simon, ma nonostante la nave sia piccola e lui continui a cercare, la ragazza non si riesce a trovare.
D'un tratto la voce di River entra i tutti gli ambienti e dice di non essere più sulla nave, ma di essere la nave stessa. La sua follia lascia disorientato il cacciatore di taglie, ma alla fine quest'ultimo capisce che in realtà la ragazza si è trasferita a bordo della nave di lui e che ne ha il controllo. La ragazza dice di volersi consegnare volontariamente all'uomo, in quanto si rende conto di essere un pericoloso peso per tutti coloro che stanno sulla Serenity.
Quando Early si dirige verso la sua nave Simon tenta di bloccarlo e ne ottiene in cambio un colpo di pistola alla gamba. Uscito all'esterno della nave l'uomo incontra Mal che con un colpo deciso lo stacca dallo scafo della nave al quale era ancorato grazie agli stivali magnetici e lo lancia nello spazio. Un attimo dopo River è con Mal all'esterno della nave e chiede di potere tornare a bordo. Mal dà il consenso.
Simon è sul lettino dell'infermeria che si fa estrarre il proiettile da Zoe con l'assistenza di Wash. Mal e Inara discutono amichevolmente. Il reverendo Book e Jayne fanno sollevamento pesi. Kaylee e River giocano sul pavimento della stiva. Tutto è tornato alla normalità. Anche questa avventura è passata.
- Interpreti: Richard Brooks (Jubal Early)
- Note: 15º episodio della serie